# Webhallen Sverige
Webhallen Sverige AB är ett svenskt e-handelsföretag som säljer spel, film, mjukvara, hårdvara, hemelektronik och hushållsprodukter via internet och i butik.

## Historia
Företaget, som grundades år 1999 av Bendik Cavallin, Andreas Kamél och Arvid Winqvist. Fram till 2005 var det svenskägt, då det köptes upp av Pixmania. Den 22 april 2013 såldes Webhallen av Pixmania till den norska Komplett-koncernen för cirka 140 miljoner SEK.

## Butiker
Webhallen har 12 butiker (2025), varav tio i Stockholmsområdet, en i Göteborg samt en i Uppsala. Fram till början av 2024 hade man även två butiker i Malmö, en i Linköping samt en i Sisjön i Göteborg men dessa stängdes på grund av dålig lönsamhet.

## Utmärkelser
Webhallen utsågs 2007 till bland annat "årets e-handlare" i kategorin spel samt "årets butikskedja" 2014 av Retail Awards, Dagens Handels och Svensk Handels branschgala för återförsäljare.